# クリフォード・モリス・ハーディン
クリフォード・モリス・ハーディン（Clifford Morris Hardin, 1915年10月9日 - 2010年4月4日）は、アメリカ合衆国の政治家。1969年から1971年にかけて第17代アメリカ合衆国農務長官を務めた。

## 生い立ちと初期の経歴
1915年10月9日、ハーディンはインディアナ州ナイツタウンにおいて誕生した。ハーディンはパデュー大学で学び、1937年に理学士号、1939年に理学修士号、1941年に理学博士号を取得した。

## 教育職
ハーディンは1944年から1948年まで、ミシガン州立大学で農業経済学の教授を務めた。ハーディンは1948年にミシガン州立大学の農業試験場で副センター長に就任し、続いて1950年に同センター長に昇任した。ハーディンは1953年から1954年までミシガン州立大学農学部の学部長を務め、1954年から1968年までネブラスカ大学の大学総長を務めた。

## アメリカ合衆国農務長官
1969年、ハーディンはリチャード・ニクソン政権で農務長官に任命された。ハーディンは農務長官として、連邦市民に対する食糧支援プログラムの拡張を実施し、新たに2つの行政局を創設した。1つは貧困層に対する食糧援助を管理する食糧栄養局、もう1つは州政府および地方行政機関との協調連携を管理する政府間関係局である。ハーディンは1971年まで農務長官を務めた。
2010年4月4日、逝去。

## 家族
クリフォード・モリス・ハーディンの父親はJ・アルヴィン・ハーディン (J. Alvin Hardin)、母親はメイベル・メイシー (Mable Macy) であった。ハーディンは1939年6月28日にマーサ・ラヴ・ウッド (Martha Love Wood) と結婚した。ハーディンはマーサとの間に、2男3女をもうけた。
1. スーザン・キャロル・ハーディン (Susan Carol Hardin)
2. クリフォード・ウッド・ハーディン (Clifford Wood Hardin)
3. シンシア・ウッド・ハーディン (Cynthia Wood Hardin)
4. ナンシー・アン・ハーディン (Nancy Ann Hardin)
5. ジェイムズ・アルヴィン・ハーディン (James Alvin Hardin)